# Реданж (комуна)
Реданж-сюр-Аттерт або просто Реданж (люксемб. Réiden, фр. Redange, нім. Redingen) — комуна Люксембургу. Входить до складу кантону Реданж в окрузі Дикірх.

## Географія
Площа території комуни становить 31,95 км² (17-е місце за цим показником серед 116 комун Люксембургу).
Найвища точка комуни над рівнем моря — 493 метрів (28-е місце за цим показником серед комун країни), найнижча — 253 метрів (63-є місце).

## Демографія
Станом на 2011 рік на території комуни мешкало 2 554 ос.
Динаміка чисельності населення:

## Вихідці
- Жан-Клод Юнкер — люксембурзький політик, президент Єврокомісії з 15 липня 2014.